# Agnès Vannouvong
Agnès Vannouvong, née le 3 septembre 1977, est romancière, enseignante et critique d'art.

## Biographie

### Enfance et formation
Elle étudie à la Faculté des Lettres de l’université Paris-VIII où elle obtient un doctorat en littérature française en 2007, ainsi qu'à la State University of New York (Stony Brook) en 2005,. Elle se spécialise dans la littérature française moderne et l'esthétique.

### Carrière

#### Écriture
Ses essais portent sur le corps, la sexualité, le genre dans les arts et la littérature des XXe siècle. Elle publie plusieurs travaux sur l’œuvre de Jean Genet : Jean Genet, les revers du genre (2010) et Genet et les arts (2016), aux Presses du réel. Elle est interviewée en 2010 par le journal L'Humanité à ce sujet et France Culture en 2019,. 
Elle est l'autrice de quatre romans : Après l'amour (Mercure de France, 2013), Gabrielle (Mercure de France, 2015), Dans la jungle (Mercure de France, 2016). En 2019, elle publie La collectionneuse qui raconte la disparition de Victoria, une jeune et riche collectionneuse d’art contemporain, ainsi que de sa dernière acquisition, L’Homme au lavabo de Francis Bacon,.
En 2024, elle écrit également un récit à quatre mains avec son amie, l'écrivaine Julie Estève, à propos de leurs différentes visites chez des voyants et énergéticiens. Tout ce que le ciel promet est publié chez Stock. Il raconte également leur amitié et la quête spirituelle d'Agnès Vannouvong, à la recherche de la femme de sa vie.
Enfin, elle est critique d'art. Elle écrit sur le spectacle vivant pour les revues Art Press, Mouvement, Rappels.

#### Autre
Elle enseigne les études de genre (Gender studies) à l'université de Genève. Elle travaille également sur des projets artistiques,. Elle monte par exemple un colloque sur l'écrivaine féministe Monique Wittig à l’Université de Genève.

### Essais
- Une affaire de genre, Les Contemporaines, 2017
- Genet et les arts, Les Presses du réel, 2016
- A bras le corps, Les Presses du réel, 2013
- Jean Genet - Les revers du genre, Les Presses du réel, 2010[16]
- Frieda Ekotto, Aurélie Renaud, Agnès Vannouvong, Toutes les images du langage : Jean Genet, Schena Editore, 2008

### Romans
- Après l'amour, Mercure de France, 2013
- Gabrielle, Mercure de France, 2015
- Dans la jungle, Mercure de France, 2016
- La collectionneuse, Mercure de France, 2019
- Agnès Vannouvong et Julie Estève, Tout ce que le ciel promet, Seuil, 2024